# Liste der Landschaftsschutzgebiete im Landkreis Fürth
Im Landkreis Fürth gibt es vier Landschaftsschutzgebiete. (Stand: November 2018)

## Hinweise zu den Angaben in der Tabelle
- Gebietsname: Amtliche Bezeichnung des Schutzgebietes
- Bild/Commons: Bild und Link zu weiteren Bildern aus dem Schutzgebiet
- LSG-ID: Amtliche Nummer des Schutzgebietes
- WDPA-ID: Link zum Eintrag des Schutzgebietes in der World Database on Protected Areas
- Wikidata: Link zum Wikidata-Eintrag des Schutzgebietes
- Ausweisung: Datum der Ausweisung als Schutzgebiet
- Gemeinde(n): Gemeinden, auf denen sich das Schutzgebiet befindet
- Lage: Geografischer Standort
- Fläche: Gesamtfläche des Schutzgebietes in Hektar
- Flächenanteil: Anteilige Flächen des Schutzgebietes in Landkreisen/Gemeinden, Angabe in % der Gesamtfläche
- Bemerkung: Besonderheiten und Anmerkungen

Bis auf die Spalte Lage sind alle Spalten sortierbar.
| Gebietsname                                                       | Bild/Commons   | LSG-ID       | WDPA-ID | Wikidata  | Ausweisung | Gemeinde(n) | Lage     | Fläche ha | Flächenanteil             | Bemerkung |
| ----------------------------------------------------------------- | -------------- | ------------ | ------- | --------- | ---------- | ----------- | -------- | --------- | ------------------------- | --------- |
| LSG Stein                                                         | weitere Bilder | LSG-00485.01 | 395993  | Q59584937 | 1994       |             | Position | 696,7     | Landkreis Fürth (100,0 %) |           |
| LSG Roßtal                                                        | weitere Bilder | LSG-00512.01 | 396023  | Q59584938 | 1997       |             | Position | 1612,14   | Landkreis Fürth (100,0 %) |           |
| LSG Obermichelbach-Puschendorf-Tuchenbach                         | weitere Bilder | LSG-00530.01 | 396063  | Q59584940 | 1999       |             | Position | 493,96    | Landkreis Fürth (99,8 %)  |           |
| Verordnung über das Landschaftsschutzgebiet Seukendorf-Veitsbronn | weitere Bilder | LSG-00539.01 | 396090  | Q59584942 | 2000       |             | Position | 804,86    | Landkreis Fürth (100,0 %) |           |